# Diómedes Espinal de León
Diómedes Espinal de León (Villa Trina, Moca, Espaillat, 25 de agosto de 1949) es un obispo dominicano. Actualmente es obispo de la Diócesis de Mao-Monte Cristi.

## Biografía

### Primeros años y formación
Nació en Villa Trina, Arquidiócesis de Santiago de los Caballeros, el 25 de agosto de 1949, hijo de Ramón Espinal y de Amantina de León. 
Realizó el bachillerato en el Seminario Menor San Pío X de Licey al Medio. Luego, de 1970 a 1974 estudió en la Pontificia Universidad Católica Madre y Maestra donde consiguió la Licenciatura en Filosofía. Continuó su formación en el Seminario Pontificio Santo Tomás de Aquino de 1974 a 1978, donde obtuvo la Licenciatura en Ciencias Religiosas. 

### Sacerdocio
Recibió la ordenación sacerdotal el 22 de julio de 1978. En este mismo año fue nombrado vicerrector del Seminario Menor San Pío X. Al año siguiente asumió la rectoría del mencionado Seminario Menor hasta 1984. Entre abril y diciembre de 1986 realizó un curso de Pastoral Bíblica en Medellín, Colombia. De ahí fue nombrado profesor en el Seminario Pontificio Santo Tomás de Aquino hasta 1989, que se trasladó a Moca, donde fue enviado como párroco de la parroquia Nuestra Señora del Rosario. Volvió al Seminario Mayor como profesor en 1992.
De 1995 a 1997 estuvo en España, donde consiguió la Licenciatura en Derecho Canónico en la Universidad Pontificia de Salamanca.

## Episcopado

### Obispo Auxiliar de Santiago de los Caballeros
En 1998 fue nombrado nuevamente rector del Seminario Menor San Pío X. Durante este encargo, fue elegido por Juan Pablo II como Obispo titular de Vardimissa y Auxiliar de Santiago de los Caballeros el 20 de abril de 2000. 

### Obispo de Mao-Monte Christi
El 24 de mayo de 2006, Benedicto XVI lo traslada a la Diócesis de Mao-Monte Cristi como su segundo obispo, tomando posesión el 22 de julio de 2006.
El 7 de julio de 2017 fue elegido presidente de la Conferencia del Episcopado Dominicano, por el período 2017-2020.